# 生きるために
『生きるために』（原題：Triumph of the Spirit）は、1989年制作のアメリカ合衆国の映画。
第二次世界大戦中、アウシュヴィッツに送られ、悲惨な戦いを続けたユダヤ人ボクサーの姿を描く。ギリシャ系ユダヤ人ボクサー・サラモ・アラウチの実体験の映画化。ウィレム・デフォー主演。

## あらすじ
ギリシャに生まれ育ったユダヤ人のサラモはボクシング・ミドル級のバルカン・チャンピオンであったが、第二次世界大戦中、家族共々アウシュヴィッツに送られた。サラモは家族と引き離され、苛酷な強制労働の毎日を送るが、ある日、班長の横暴さに耐えかねて、彼に鉄拳を振るってしまう。
これにより、彼がプロボクサーであることを知ったナチスの将校たちは、賭けの対象として彼にボクシングの試合をさせ始める。サラモはナチスの将校の賭けの対象として試合をさせられることに屈辱を感じるが、負ければ即ガス室送りになるため、生きるために勝ち続けなければならなかった。サラモは連戦連勝を続けるが、その間にも父や弟はガス室に送られていった。
ある日、連合軍による突然の空爆が行われ、ドイツの敗色が次第に濃くなっていることが次第に明らかになっていく。そんな中、戦況の変化によってアウシュヴィッツが閉鎖されるという噂に捕虜たちは反乱の計画を立て、サラモもそれに加わる。そして、それを実行に移す時が来たが…。

## キャスト
- サラモ・アラウチ（英語版）：ウィレム・デフォー
- ジプシー：エドワード・ジェームズ・オルモス
- サラモの父：ロバート・ロッジア
- アレグラ：ウェンディ・ガゼル
- エレナ：ケリー・ウルフ
- アヴラム・アラウチ：コスタス・マンディロア
- ジャッコ：カリオ・セイラム
- ハルトムート・ベッカー